# Epalpus flavipes
Epalpus flavipes là một loài ruồi trong họ Tachinidae.